# Caproni Ca.6
Dimensions
Le Caproni Ca.6 était le sixième avion conçu et construit par le pionnier tridentin de l'aviation Giovanni Caproni. C'était un biplan caractérisé par une configuration avec poutre de queue et plan arrière, uniquement horizontaux.

## Histoire
Le Ca.6 était le successeur du Ca.5 dans la série des biplans pionniers que le constructeur italien a construit et testé entre 1910 et 1911 dans l'atelier improvisé de l'aérodrome de Malpensa d'abord, puis à Vizzola Ticino. 
C'était un biplan monomoteur avec un moteur à hélice tractrice de configuration traditionnelle avec des ailes à la proue et à la queue. Le fuselage était réduit à une structure légère formée de deux poutres en bois et de quelques montants verticaux de renfort qui soutenaient les empennages. 
Ceux-ci se composaient uniquement d'un empennage arrière horizontal stabilisateur et l'absence de dérive verticale était compensée par quatre grandes surfaces de toile placées entre les ailes, qui contribuaient à la stabilité de l'avion autour de l'axe vertical,. 
Les ailes reprenaient le profil à double courbure qui avait également caractérisé le précédent Ca.5, mais avec des résultats peu heureux : les caractéristiques aérodynamiques de ce type de profil, qui avaient été suggérées à Caproni par son ami et collègue Henri Coandă, se sont avérées être encore une fois insatisfaisant. 
Le groupe motopropulseur se composait d'un moteur Rebus à 4 cylindres en ligne délivrant 50 ch (le même qui avait déjà été monté sur plusieurs des prédécesseurs du Ca.6 à partir du Ca.2)  entrainant une hélice bipale métallique à pas variable.
L'avion, construit dans la première moitié de 1911, était prêt à peu près au même moment où Caproni commençait à s'orienter vers la conception d'avions de type monoplan inspirés du Blériot XI de Louis Blériot. 
Bien que son historique opérationnelle et les détails de sa mise au point en 1911 soient inconnus, on suppose que l'utilisation en vol du Ca.6 a été limitée.

## Spécimen existant

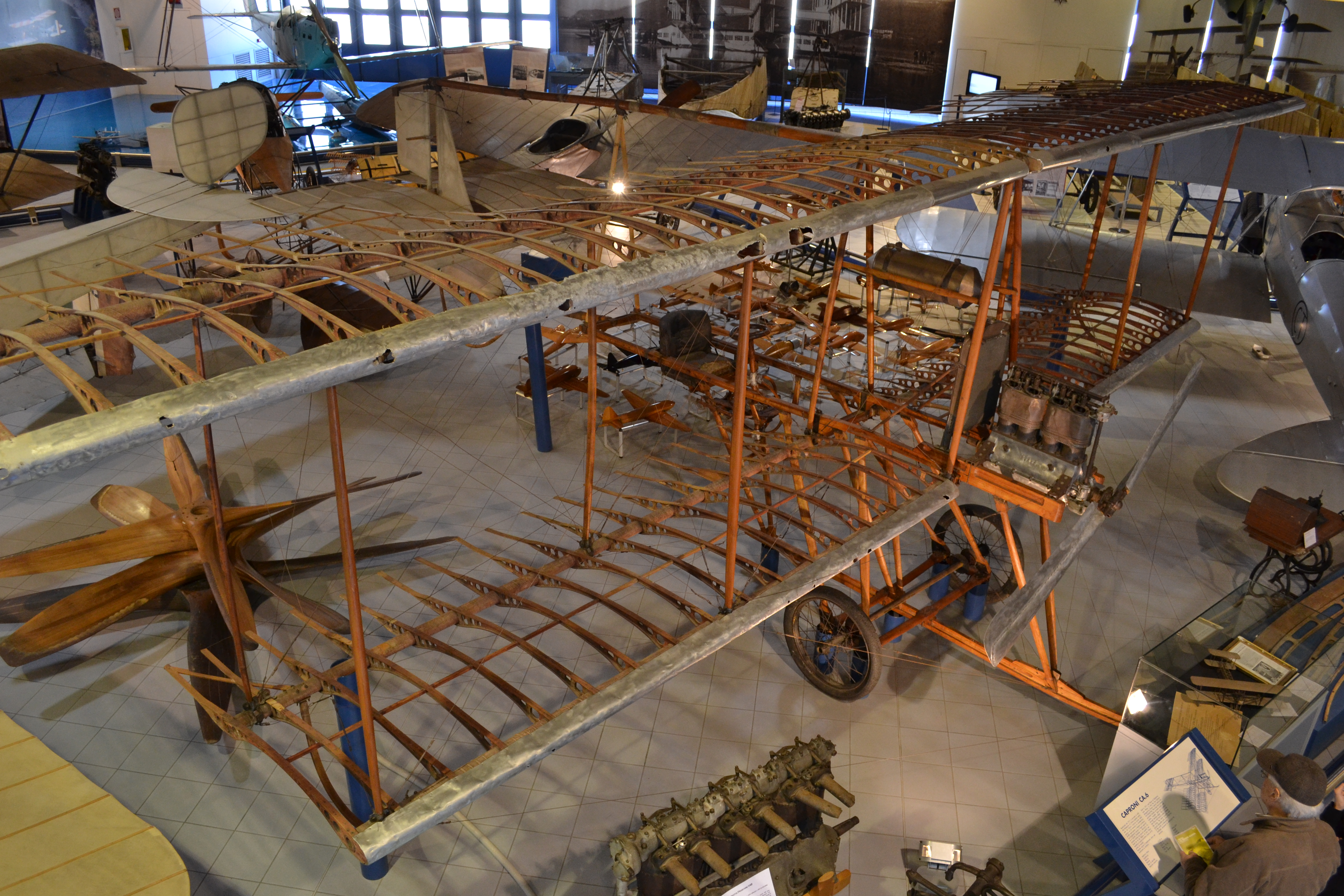
Le Caproni Ca.6 au Musée de l'aéronautique Gianni Caproni à Trente (Italie).

Cependant, la fin de la vie opérationnelle du Caproni Ca.6 n'a pas entraîné la destruction de l'avion. Il a été conservé à l'intérieur des ateliers Caproni jusqu'en 1934, date à laquelle il a été amené à Milan pour être montré au public à l'exposition de l'armée de l'air italienne. Au début des années 1930, l'aéronef a subi une première opération de rénovation-conservation avant d'être exposé à Milan. C'est probablement à cette occasion que le bord d'attaque des ailes a été renforcé par une bande métallique et que le fuselage et les ailes elles-mêmes ont été raccourcis.
Entre-temps, en 1927, les époux Gianni et Timina Caproni avaient fondé le Musée Caproni à Taliedo près de l'actuel aéroport de Milan-Linate où le Ca.6 a trouvé une place à partir des années 1940. 
Après les vicissitudes liées à la Seconde Guerre mondiale le musée a été déplacé une première fois à Venegono Superiore, puis a été rouvert à Vizzola Ticino, où le Ca.6 a de nouveau été exposé au public. 

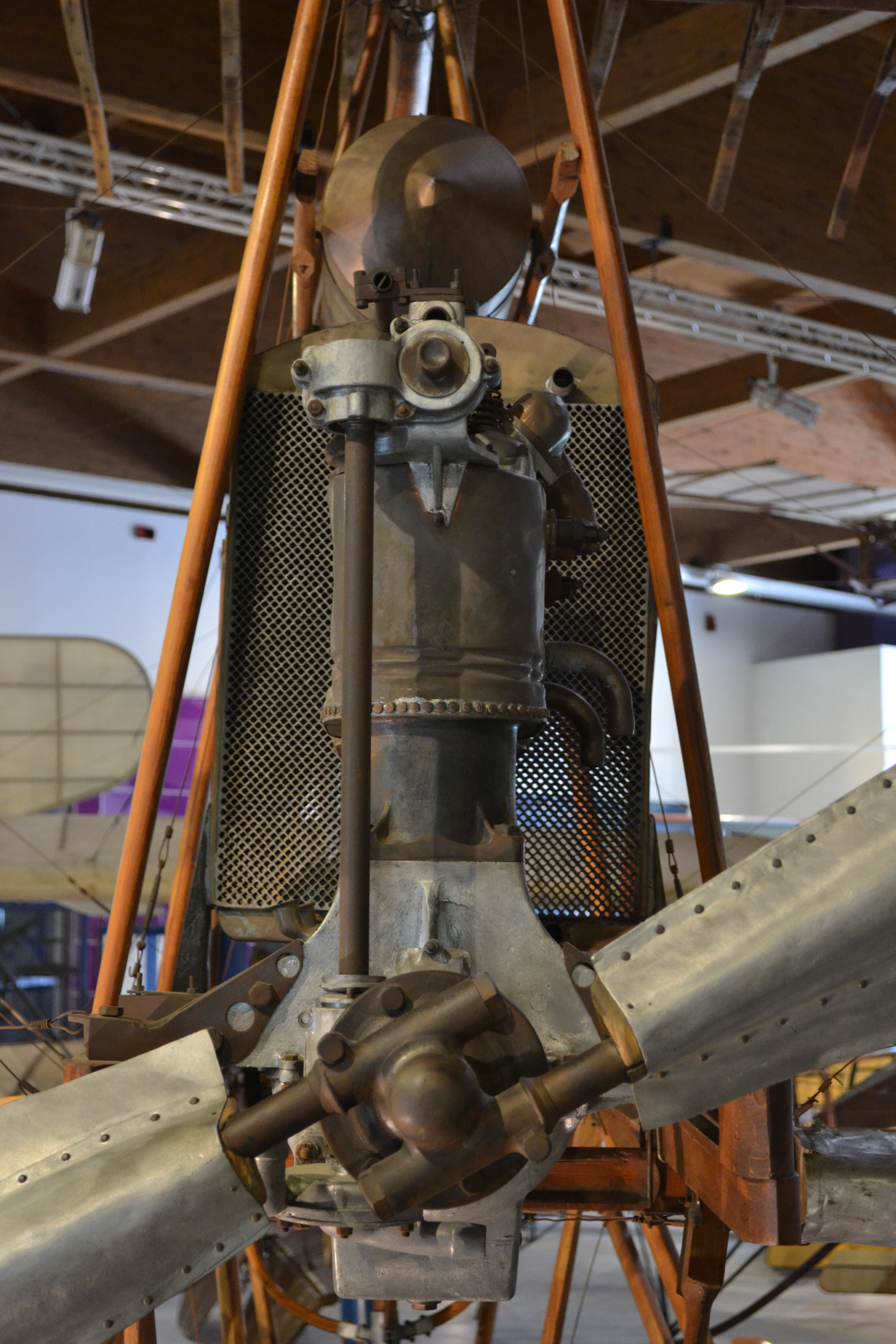
Radiateur du moteur Rebus à 4 cylindres refroidis par eau du Ca.6. On remarque la commande verticale permettant de faire varier le pas de l'hélice.

Il a enfin trouvé son emplacement définitif au Musée de l'aéronautique Gianni Caproni, ouvert à Mattarello à 5 km au sud de Trente en 1992. Lors de son transfert à Trente, l'appareil a subi une nouvelle intervention. Cependant, en raison du manque de disponibilité de dessins techniques fiables et d'autres documents historiques nécessaires, aucune restauration réelle n'a eu lieu, mais seulement une procédure de conservation.